# Pierre d'Ailly
 Der er for få eller ingen kildehenvisninger i denne artikel, hvilket er et problem. Du kan hjælpe ved at angive troværdige kilder til de påstande, som fremføres i artiklen.

Pierre d'Ailly eller Petrus Aliacensis, Petrus de Alliaco (født ca. 1350 i Compiègne, død 9. august 1420 i Avignon) var en fransk teolog, filosof og kardinal.
Gennem sin Imago mundi (se Mappa mundi), hvor han plæderede for muligheden for at nå Indien vestfra, blev han den som fik Christoffer Columbus til at foretage sin epokegørende rejse. Endvidere var det ved hjælp af d'Aillys beregninger og reformforslag at Gregor 13. i 1582 kunne indføre den kalender, som vi nu kalder den gregorianske kalender.

## Biografi
Pierre d'Ailly studerede ved universitetet i Paris, hvor han i 1375 med sin kommentar til Peter Lombarderens Sententiae bidrog til at styrke nominalismen. 1380 tog han doktorseksamen i teologi, og var derefter meget produktiv som forfatter. Han forfægtede den idé at præster har fået deres bemyndigelse fra Kristus og ikke fra paven samt bestred pavens ufejlbarhed.
1389 blev han kansler for universitetet og kongens skriftefader, hvorfor han kunne introducere den nyinstallerede modpave Benedikt XIII for det franske hof. 1395 udnævnte modpaven ham til biskop af Le Puy og to år senere i Cambrai. Modpave Johannes XXIII udnævnte ham 1411 til kardinalpræst af San Crisogono i Trastevere, hvorfor han året efter fik sin tjeneste forlagt til Rom. Mere korrekt kaldes han derfor for pseudokardinal, eftersom han ikke var blevet udnævnt af den retmæssige pave. Han udnævntes til sidst til legat i Avignon, hvor han siden døde.
- Lectura ad formandos libellos, Toledo, Biblioteca de la Catedral de Toledo.

## d'Aillys værk
Sin berømmelse inden for kirken har d'Ailly fået gennem sin betydning ved det store skisma, og den fremtrædende rolle han spillede ved de mange konciler i sit virksomme liv: koncilerne i Aix, Pisa, Rom, samt konciliet i Konstanz som det var d'Ailly der lod indkalde. Han var en fortaler for konciliarisme, hvor koncilets autoritet skulle være over pavens – komplikationerne med at der fandtes tre paver skulle således kunne løses ved at kardinalerne udnævnte Martin V til ny pave og overtalte de tre rivaler til at abdicere. Det var tæt ved at d'Ailly selv var blevet valgt til pave i Konstanz, men de italienske, tyske og engelske deltagere gik ikke med til dette. Som lærer havde han flere elever, for eksempel Johannes Gerson og Nikolaus af Clemanges.
Man har forkastet d'Aillys teologiske idéer, men i samtiden var han ganske indflydelsesrig. Han var påvirket af William af Ockham og fortaler for nominalismen og mente at Guds eksistens ikke kan bevises med sanserne, samt at moralen kommer af loven, hvormed han brød med doktrinen om naturretten. Hans idéer blev dog i en vis udstrækning antaget af lutheranerne. 
Det er først og fremmest Christoffer Columbus som har bevaret d'Aillys navn for efterverdenen, idet han studerede Imago mundi, en bog i astronomi og geografi, inden han begav sig til Amerika. Columbus' eksemplar, som findes bevaret i Sevilla, indeholder endog kommentarer i marginen. 